# 惠慶 (日本)

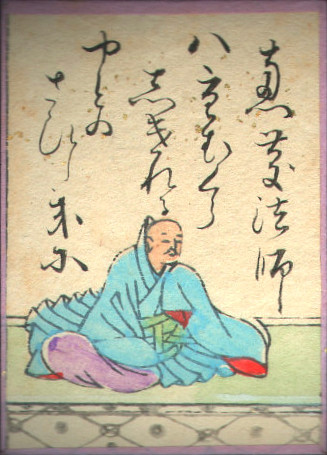
惠慶（百人一首）

惠慶（生卒年不明）是日本平安時代中期的僧人、歌人，也稱惠慶法師，中古三十六歌仙之一。
出身、經歷不詳。任播磨國分寺講師，國分寺下向之際，贈送歌給天台座主尋禪。作為歌人初出在『拾遺和歌集』。應和2年（962年），開始參加歌合等活動。寬和2年（986年），花山院行幸熊野之際，有供奉的紀錄。又，和大中臣能宣・紀時文・清原元輔等中級的公家歌人有所交流。
『小倉百人一首』收錄其作品。家集有『惠慶法師集』。